# 井上哲玄
井上 哲玄（いのうえ てつげん、1933年4月16日 - ）は、日本の曹洞宗の僧侶である。静岡県浜松市半田山に所在する龍泉寺の東堂老師であり、井上義衍（いのうえ ぎえん、1894年 - 1981年）老師の嗣法者である。
道号を暁山とする。井上貫道老師（掛川市・少林寺参禅道場師家）は実弟にあたる。